# Taylorville, Illinois
Taylorville là một thành phố thuộc quận Christian, tiểu bang Illinois, Hoa Kỳ. Năm 2010, dân số của thành phố này là 11246 người.

## Dân số
Dân số qua các năm:
- Năm 2000: 11427 người.
- Năm 2010: 11246 người.